# Нелюбовская
Нелюбовская — деревня в Харовском районе Вологодской области, бывшее имение Осипа Поздеева.
Входит в состав Михайловского сельского поселения, с точки зрения административно-территориального деления — в Михайловский сельсовет.
Расстояние по автодороге до районного центра Харовска — 18,5 км, до центра муниципального образования Михайловского — 1,5 км. Ближайшие населённые пункты — Михайловское, Мурыгинская, Савинская.
По переписи 2002 года население — 4 человека.